# ダニエル・ウィリアムス
ダニエル・ウィリアムス（Danial Williams、1993年6月13日 - ）は、オーストラリアの男性キックボクサー、総合格闘家。ムアンチエンラーイ郡出身。Kao Sok Muay Thai Gym所属。

## 来歴

### キックボクシング
2013年7月20日、RISE94で宮城大樹と対戦し判定負け。
2014年12月6日、Caged Muay Thai 5に参戦。CMTスーパーバンタム級タイトルマッチでアンディ・ハウソンと対戦し2-1の判定勝ちでタイトルを獲得した。
2015年6月6日、Domination 15でサクシットと対戦し判定勝ち。
2015年9月22日、K-1 WORLD GP 2015 ～-55kg 初代王座決定トーナメント～に参戦。1回戦で瀧谷渉太と対戦し判定負け。
2015年9月22日、K-1 WORLD GP 2015 ～SURVIVAL WARS～に参戦。K-1 WORLD GP -55kg挑戦者決定戦でチャールズ・ボンジョバーニと対戦したがKO負け。

### 総合格闘技
2018年5月26日、EMMA - Eternal MMA 34に参戦。アマチュア総合格闘技ルールでCody Haddonと対戦して一本負け。
2018年9月22日、EMMA - Eternal MMA 37に参戦。Mark Familiariと対戦してKO勝ち。総合格闘技プロデビュー戦を勝利で飾った。

## 獲得タイトル
- Caged Muay Thaiスーパー・バンタム級王者